# Castello (sestiere di Venezia)
Castello (Casteło in veneto) è il più orientale dei sestieri di Venezia.

## Geografia
Il sestiere di Castello è il più esteso (la numerazione civica arriva fino al numero 6828, in corrispondenza del Ponte Rosso, vicino al campo Santi Giovanni e Paolo) e il secondo per popolazione della città. Paragonando la forma di Venezia a quella di un pesce, Castello può rappresentarne la "coda", essendo posto all'estremità est della città e vista la sua forma stretta prima quindi allargata e biforcuta infine.
Confina a nord-ovest con il sestiere di Cannaregio nel tratto compreso fra le Fondamente Nove e campo Santa Marina, e a sud-ovest con il sestiere di San Marco nel tratto compreso fra la parrocchia di San Lio e Piazza San Marco.
Uno dei ponti che uniscono Castello col sestiere di San Marco è il ponte della Paglia che mette in comunicazione il molo della piazzetta San Marco con la riva degli Schiavoni, scavalcando il rio di Palazzo adiacente al Palazzo Ducale.
Il sestiere di Castello è collegato a quello di Cannaregio tramite il ponte dei Santi Giovanni e Paolo che, di fronte all'omonima basilica, scavalca il rio dei Mendicanti a pochi passi dal monumento equestre a Bartolomeo Colleoni del Verrocchio.
Castello è anche l'unico dei sestieri veneziani a non affacciarsi sul Canal Grande.

## Storia

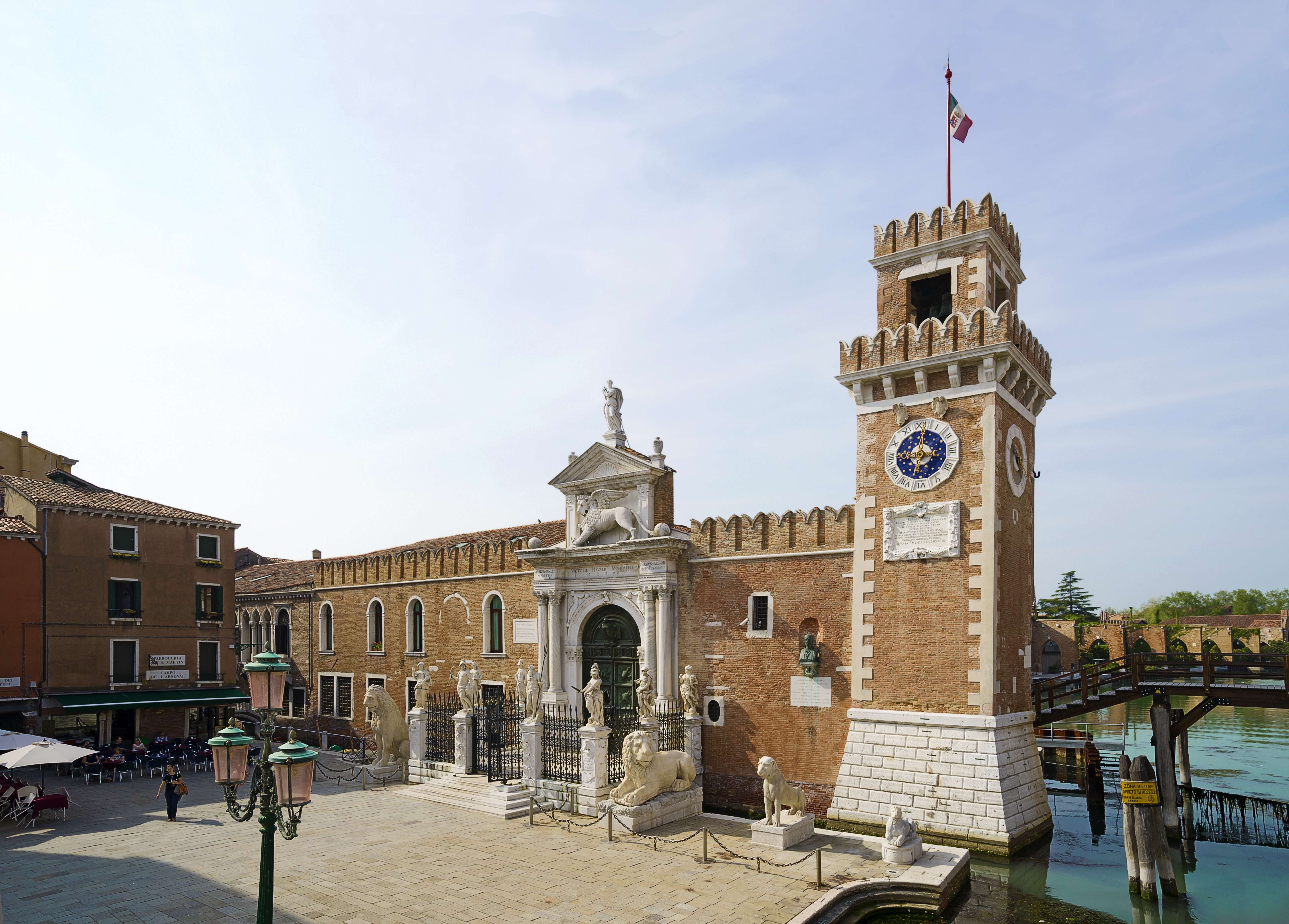
L'ingresso dell'Arsenale di Venezia

Come tutta la città di Venezia, Castello si è formata nell'Alto Medioevo a partire da insediamenti distinti.
Il centro abitato più rilevante era Olivolo (probabilmente da pronunciare Olìvolo anziché Olivòlo), corrispondente alla sua estremità orientale. Fu sede della prima diocesi propriamente veneziana e della sua cattedrale dedicata a san Pietro, ma ebbe anche importanza militare, essendovi stato costruito un fortilizio (da cui il nome dell'odierno sestiere) che doveva sorgere dove oggi si trova l'arsenale. Fondato come sede di un comando bizantino esarcale lungo la via navigabile endolitoranea che sin dall'età imperiale collegava Ravenna con Aquileia, faceva probabilmente parte di un sistema difensivo più articolato comprendente un secondo castello presso il palazzo Ducale, nonché una cinta muraria — proseguita da una catena di ferro in acqua — fatta erigere dal doge Pietro Tribuno in occasione dell'invasione degli Ungari (IX-X secolo).
Il toponimo è citato per la prima volta nel Pactum Lotharii dell'840 in cui si parla del castri Helibolis (al genitivo nella fonte). Sulla base di ciò, Giovan Battista Pellegrini ha ritenuto poco credibili le vecchie teorie etimologiche che lo avvicinavano a "oliva" (per la forma dell'isola), a "ulivo" (per la presenza di questo albero) o a pagos oligos ("piccolo castello"); va piuttosto avvicinato al greco ῾ΗλιόβολοϚ "esposto al sole", ma anche "a levante".
Un'altra località era Gemine, corrispondente alle zone di San Lorenzo e di San Martino. Il toponimo sembra alludere alla presenza di due isole vicine o di due canali paralleli.
Numerosi documenti del IX-X secolo, perlopiù privilegi imperiali o fonti letterarie, riportano elenchi dettagliati dei centri abitati lagunari. Il nome "Olivolo" non compare più a partire dal diploma di Ottone II del 983, segno che era ormai considerata parte integrante della civitas Rivoalti che si stava espandendo verso est. Attorno all'anno Mille, se Rialto aveva assunto il ruolo di quartiere degli affari e San Marco di centro del potere civile, Olivolo-Castello rappresentava, oltre che la sede del vescovo, la zona industriale e portuale della nascente Venezia.

## Monumenti e chiese

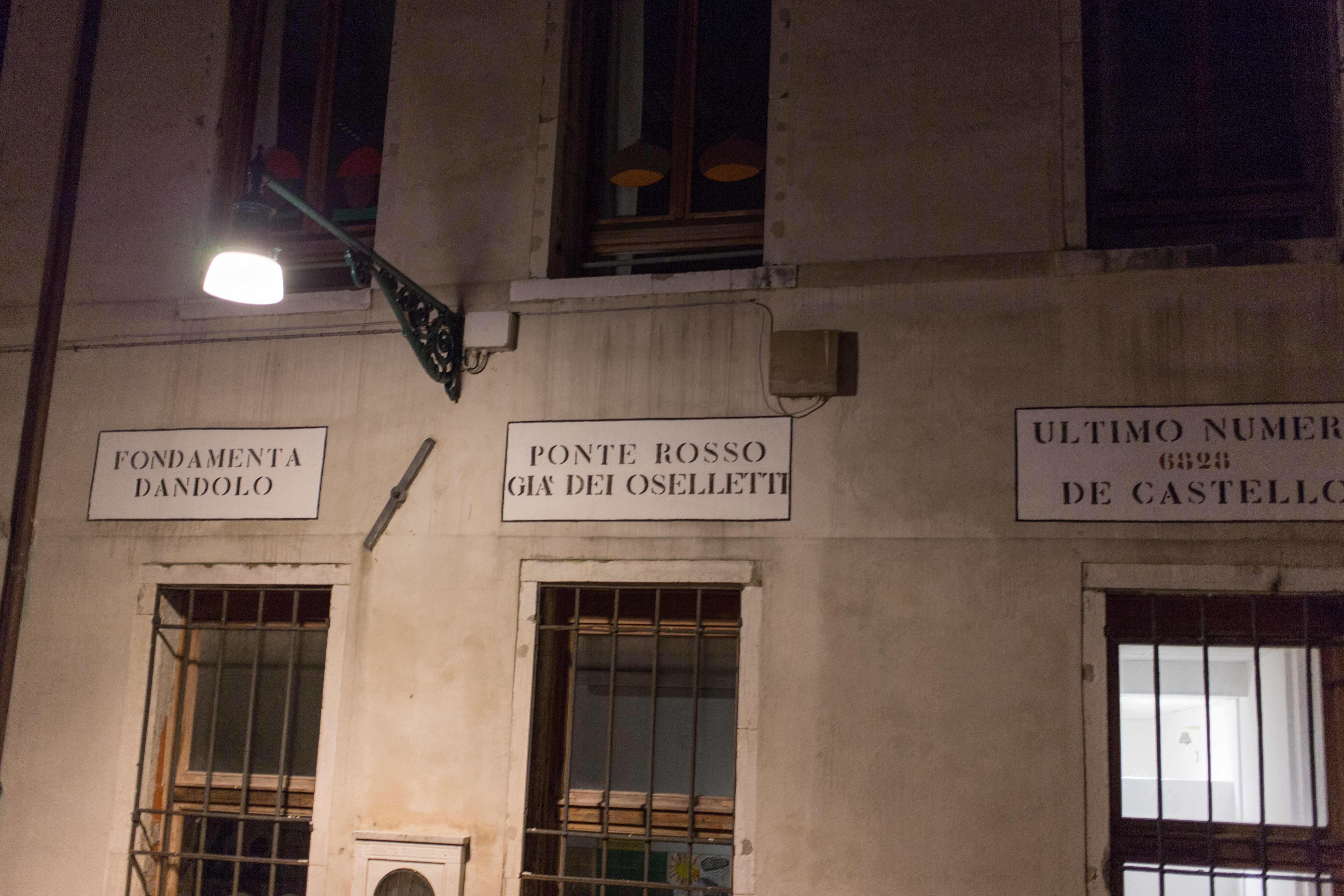
Nizioleto che riporta l'ultimo numero civico del sestiere (6828)

Oltre alla basilica di San Pietro, antica cattedrale, di grandissima importanza per la storia della città la chiesa di San Zaccaria, luogo di attentati a vari dogi prima dell'anno mille, posta alle spalle di Piazza San Marco.
A nord la basilica dei Santi Giovanni e Paolo, accoglie le tombe di numerosi dogi fra cui Nicolò Marcello, Pietro Mocenigo, e di Andrea Vendramin.
Rivestiva un'importanza letteralmente vitale per la Serenissima l'Arsenale di Venezia, ora in parte di proprietà della Marina Militare, centro strategico della sua potenza e importantissima fabbrica di navi. Questo enorme complesso, di cui una parte fu progettata e realizzata dal Sansovino, occupa una porzione significativa del sestiere e all'incirca un sesto dell'intera superficie del nucleo cittadino insulare.
Nel lato rivolto verso la parte sud della laguna si trova la riva degli Schiavoni, che prende il nome dai mercanti della Dalmazia, allora chiamata Schiavonia, che qui ormeggiavano le loro navi e svolgevano i loro commerci.
Nel corso del XX secolo, durante il ventennio fascista vennero demoliti i cantieri navali che si affacciavano nel tratto compreso tra via Garibaldi e i giardini della Biennale per realizzare un prolungamento ideale della riva degli Schiavoni e chiamato originariamente "riva dell'Impero". Oggi questo tratto si chiama riva dei Sette Martiri, a ricordo di un tragico episodio di rappresaglia contro la popolazione civile da parte delle truppe di occupazione tedesca avvenuto proprio in questo punto durante la seconda guerra mondiale.
In questo sestiere sono da citare, fra le numerose altre, due importanti scuole: la Scuola di San Giorgio degli Schiavoni e la Scuola Grande di San Marco. Quest'ultima fu riadattata da Napoleone in ospedale militare e costituisce oggi l'ingresso principale dell'ospedale civile cittadino dei "Santi Giovanni e Paolo", così chiamato perché include l'antico monastero che dipendeva dalla basilica omonima.